# مارتن برود
مارتن برود هي قرية في البوسنة والهرسك. وهي تقع على أراضي مدينة بيهاتش التابعة لكانتون يونا-سانا في اتحاد البوسنة والهرسك. طبقا لنتائج تعداد البوسنة عام 2013، فقد كان عدد سكانها 125 نسمة.
قبل حرب البوسنة والهرسك، كانت القرية جزءا من بلدية درفار، وتقع أيضا في اتحاد البوسنة والهرسك ولكن في كانتون 10.

## التاريخ
يقع على أراضيها دير Rmanj Monastery ‏.

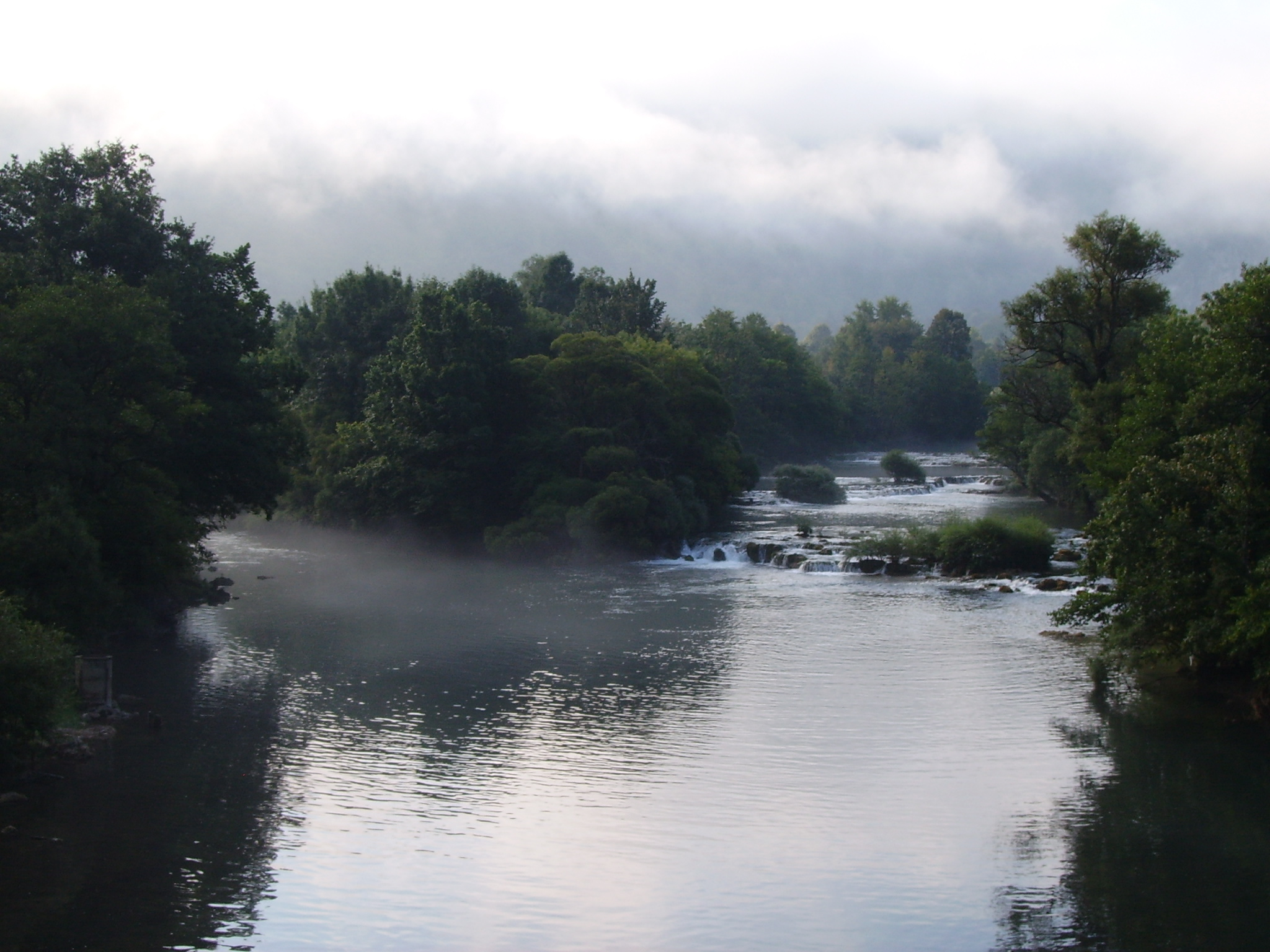
التقاء نهري أوناك وأونا
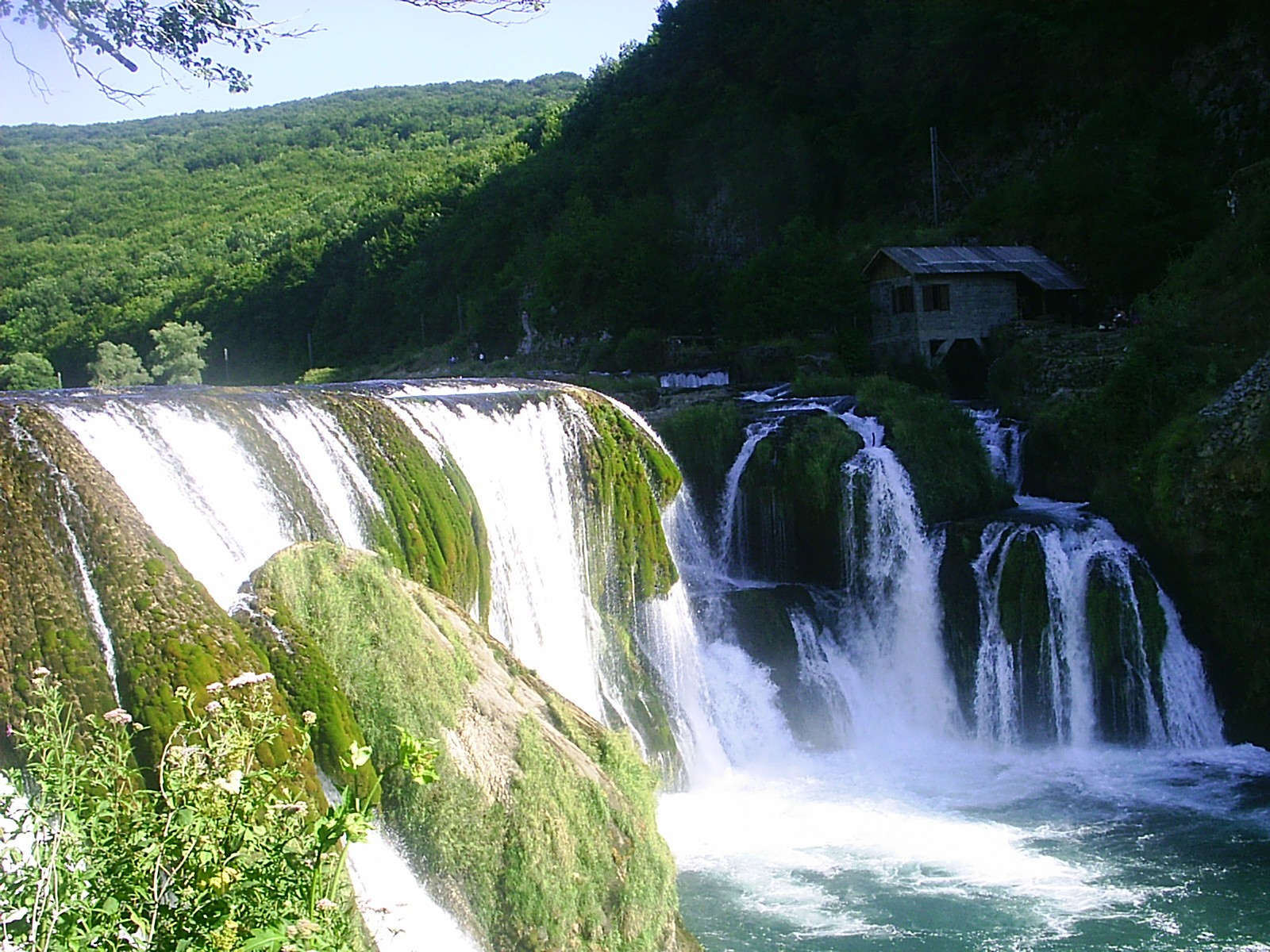
شلال على نهر أونا

بني دير Rmanj Monastery ‏ في نهاية الخامس عشر الميلادي أو بداية القرن السادس عشر؛ وهو يقع على الضفة اليسرى لنهر أوناك عند التقاء هذا النهر بنهر أونا؛ وهو مسجل على قائمة المعالم الوطنية في البوسنة والهرسك؛ ويحتوي على لوحات جدارية أيضا صنفت كمعالم وطنية في البوسنة والهرسك.

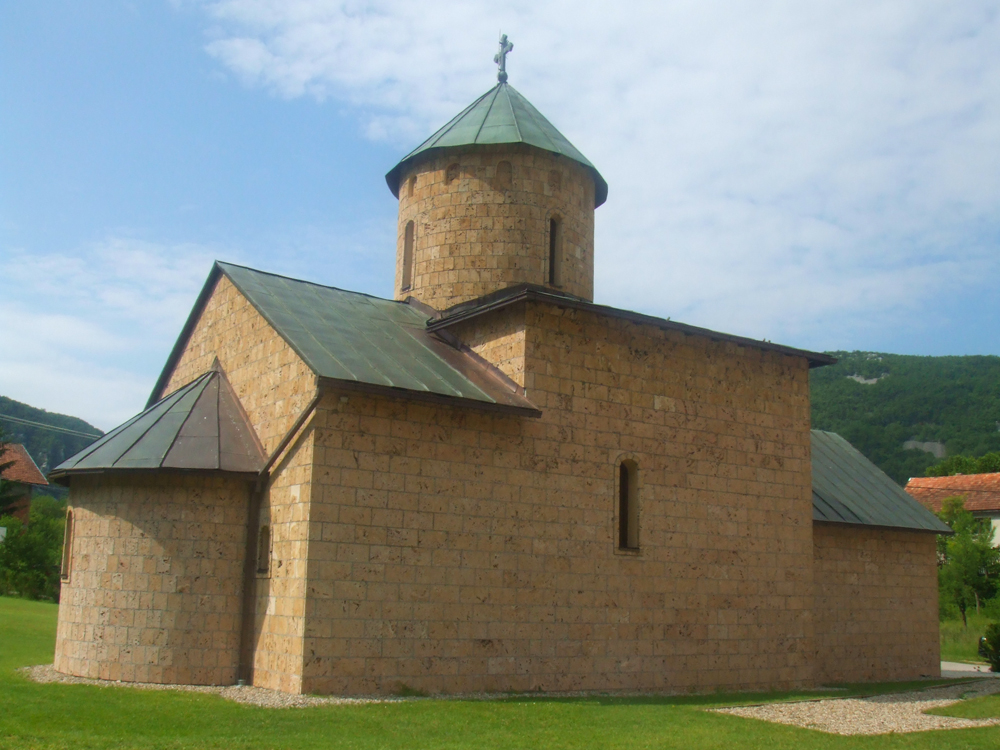

## التركيبة السكانية

### التطور التاريخي للسكان
| السنة  | 1961 | 1971 | 1981 | 1991 | 2013 |
| ------ | ---- | ---- | ---- | ---- | ---- |
| السكان | 241  | 234  | 208  | 187  | 125  |

### المجتمع المحلي
في عام 1991 كان المجتمع المحلي للقرية يتألف من 328 نسمة وهم موزعون على النحو التالي: